# Siebel Si 204 (DL+NT)
Die Siebel Si 204 der Serie D-1 mit dem Stammkennzeichen DL+NT war ein am 7. Mai 1945 in Bern-Belpmoos ohne Hoheitskennzeichen gelandetes Flugzeug der deutschen Luftwaffe. Die Maschine wurde dann interniert und von der Luftwaffe der Schweiz mit der Immatrikulation B-3 wieder in Dienst gestellt. Es diente am 7. Mai 1945 dem Großmufti von Jerusalem zu seiner Flucht von Berlin über Klagenfurt kommend, in die Schweiz. Es war das einzige Flugzeug der Hallenser Siebel Flugzeugwerke, das jemals von der Luftwaffe der Schweiz käuflich erworben wurde. Nach der Außerdienststellung gingen der linke Motor, Propeller und Motorüberwachungsgeräte in den Bestand der ETH Zürich.

## Geschichte
Der zweimotorige Tiefdecker vom Typ Siebel Si 204 aus Ganzmetall landete kurz vor Ende des Zweiten Weltkrieges in der Schweiz und wurde dort interniert. Im Jahre 1946 erfolgte der offizielle Ankauf des Flugzeuges durch die Schweizer Luftwaffe. Es tat dort seinen Dienst im Bereich von Material- und Pilotentransporten. Bei Routineüberprüfungen im Sommer 1955 zeigten sich Ermüdungsrisse am Heck. Eine maximal zulässige Lebensdauer konnte vom deutschen Hersteller nicht ermittelt werden. Somit entschied die zuständige Aufsichtsbehörde der Luftwaffe, das Einzelstück außer Dienst zu stellen.
Das Flugzeug konnte bis zu acht Passagiere transportieren. Es hatte eine Vollsichtkanzel, Einziehfahrwerk, Radbremsen, Blindflug-, Navigations- und Funkausrüstung und Sauerstoff- und Feuerlöschanlagen mit an Bord. Der aus Pressholz bestehende Zweiblattpropeller mit Stahlnabe war vom Typ Argus L-22 Constant-Speed. Er hatte einen Durchmesser von 2,69 m und einen Verstellbereich von 20° bis 52°.

### Internierung
Am 5. Mai 1945 beorderte die Schweizer Regierung ihren Gesandten aus Berlin zurück, nachdem sie die Regierung Dönitz nicht anerkannte. Das Abflauen der Kampftätigkeit an der Nordgrenze der Schweiz hing damit zusammen, dass nun Anfang Mai die 1. Französische Armee unter General de Lattre Tassigny das Gebiet um den Bodensee kontrollierte und zügig in Richtung Allgäu, zu der vermuteten Alpenfestung durchbrach. Die Anzahl der gemeldeten Grenzverletzungen, in diesem Fall Überflüge fremder Flugzeuge betrug im April noch 650. Die Zahlen gingen im Mai rapide zurück, auf 67 insgesamt. Am 7. Mai 1945, einen Tag vor der Kapitulation Deutschlands, landete die Siebel ohne Hoheitskennzeichen mit Mohammed Amin al-Husseini und noch zwei weiteren Passagieren an Bord in Bern-Belp. Zuvor war al-Husseini aus seiner Residenz in der Reichshauptstadt Berlin mit 50.000 Reichsmark Taschengeld nach Klagenfurt geflüchtet. Die Landung dieses Flugzeuges löste zum letzten Mal Fliegeralarm in der Schweiz aus.
Schon am 9. Mai 1945 wurde die Maschine mit nun gültigem Neutralitätskennzeichen versehen nach Dübendorf überführt. Der Mufti wurde als Persona non grata in Konstanz den französischen Behörden überstellt.

## Technische Daten
| Kenngröße             | Daten               |
| --------------------- | ------------------- |
| Spannweite            | 21,33 m             |
| Länge                 | 13,00 m             |
| Höhe                  | 4,25 m              |
| max. Startmasse       | 5.600 kg            |
| Höchstgeschwindigkeit | 364 km/h            |
| Dienstgipfelhöhe      | 6.400 m             |
| Reichweite            | 1.400 km            |
| Triebwerke            | 2 × Argus As 411-A1 |

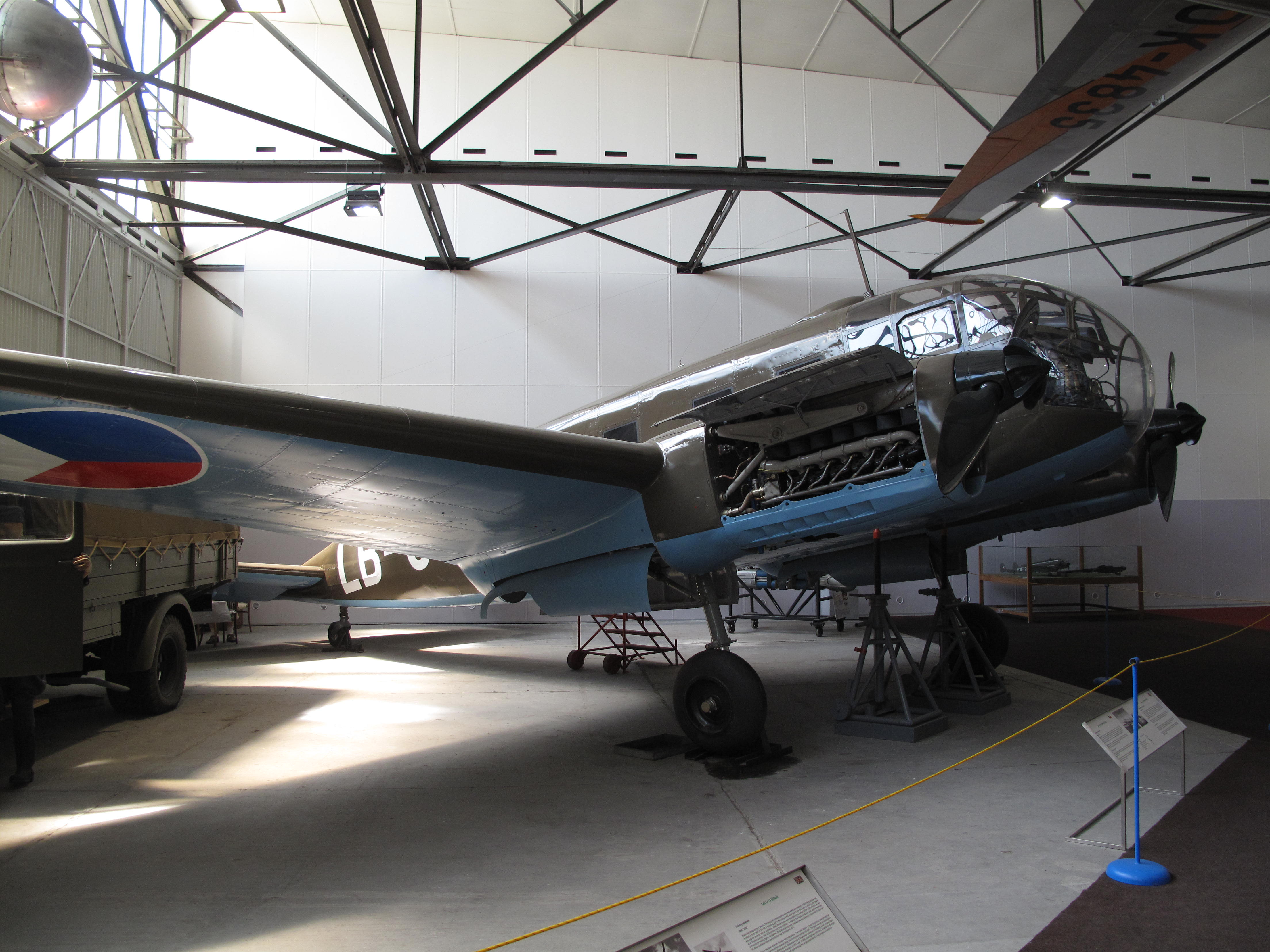
Siebel-Si-204-Nachbau Aero C-3A im Letecké Museum Kbely

Das luftgekühlte 12-Zylinder Triebwerk (60°-V-Form) von Argus hatte hängend angeordnete Einzelzylinder. Es erbrachte eine Nennleistung von 600 PS bei einer Drehzahl von 3300/min.